# Neolicaphrium
Neolicaphrium is een geslacht van uitgestorven hoefdieren uit de Litopterna. Dit dier leefde tijdens het Plioceen en Pleistoceen in Zuid-Amerika als laatste overlever van de Proterotheriidae.

## Voorkomen
Het geslacht omvat twee soorten, de typesoort N. recens en N. major. Fossielen van N. major zijn gevonden bij Chapadmalal in Argentinië en dateren uit de South American Land Mammal Age Chapadmalalan (4,0–3,0 miljoen jaar geleden). N. recens verscheen in het Ensenadan (1,2–0,8 miljoen jaar geleden) en de soort overleefde tot in het Lujanian (800.000 tot 11.000 jaar geleden). Fossielen van deze soort zijn gevonden in de noordoostelijke Argentijnse provincies Córdoba, Corrientes, Santa Fé en Santiago del Estero, de zuidelijk Braziliaanse staat Rio Grande do Sul en het Uruguayaanse departement Salto. Van N. recens zijn een schedel, kaken, tanden en beenderen van de enkel en de voet bekend.

## Kenmerken
Neolicaphrium was een kleine (N. recens) tot middelgrote (N. major) vorm binnen de Proterotheriidae. N. recens was een derde kleiner dan N. major. Het formaat van Neolicaphrium was vergelijkbaar met Thoatherium uit het Mioceen, een van de bekendste proterotheriiden, en overeenkomend met dat van hedendaagse kleinere hertachtigen zoals muntjaks, reeën en het pampahert. Neolicaphrium was een knabbelaar. Isotoopanalyse van de fossielen wijst er op dat Neolicaphrium een knabbelaar was en zich met name met fruit en in mindere mate met op de grond groeiende planten en bladeren voedde.
De faunasamenstelling van de Sopas-formatie in Uruguay, waarin fossielen van N. recens uit het Laat-Pleistoceen zijn gevonden, wijst er op dat Neolicaphrium een bewoner van boomsavannes en open bossen was. De Sopas-formatie is afgezet in een galerijbos met rivieren en Neolicaphrium leefde hier samen met onder meer de laaglandtapir, de witlippekari, het grijpstaartstekelvarken Coendou magnus, de capibara, de jaguar en de langstaartotter, soorten die kenmerkend zijn voor de tropische delen van Zuid-Amerika.

## Uitsterven
Voorheen werd gedacht dat de Proterotheriidae in het Laat-Plioceen uitstierven ten gevolge van klimaatsveranderingen tijdens de overgang naar het Pleistoceen, samen met de pachyrukhine notoungulaten en de argyrolagide buideldieren. De fossiele vondsten van N. recens toonden echter aan dat de Proterotheriidae tot in het Laat-Pleistoceen overleefden in bosgebieden buiten de typische pamparegio's die Zuid-Amerika tijdens de Kwartaire ijstijd domineerden. In de Sopas-formatie zijn ook fossielen van meerdere soorten herten (enkele uitgestorven soorten en het pampahert) gevonden. Dat Neolicaphrium gedurende het gehele Pleistoceen deel uitmaakte van zoogdiergemeenschappen die ook holarctische hoefdieren omvatten, wijst er op dat concurrentie met deze dieren, die tijdens de Great American Biotic Interchange Zuid-Amerika bereikten, geen rol speelde in het uiteindelijke uitsterven van de Proterotheriidae.